# Mirko Topić
Mirko Topić (en serbe : Мирко Топић), né le 5 février 2001 à Novi Sad en Serbie, est un footballeur international serbe qui évolue au poste de milieu défensif à Norwich City.

## Biographie

### Vojvodina Novi Sad
Né à Novi Sad en Serbie, Mirko Topić est formé par le club de sa ville natale, le Vojvodina Novi Sad. En août 2017 il est intégré pour la première fois avec l'équipe première, étant enregistré dans la liste des joueurs disponibles pour disputer le championnat. 
Il fait ses débuts en professionnel le 11 mai 2019, lors d'un match de championnat contre le FK Partizan Belgrade. Il entre en jeu lors de cette rencontre perdue par son équipe (1-2 score final). Le 27 juin 2019, il signe son premier contrat professionnel avec le Vojvodina.
Topić marque son premier but en professionnel le 30 novembre 2019, lors d'une rencontre de championnat face au FK Rad Belgrade. Titulaire, il marque le but égalisateur de son équipe, qui s'impose finalement par deux buts à un.

### FC Famalicão
Le 29 juin 2023, Mirko Topić rejoint le Portugal afin de s'engager en faveur du FC Famalicão.

### En sélection
Mirko Topić joue son premier match avec l'équipe de Serbie espoirs contre l'Estonie le 15 novembre 2019. Il entre en jeu à la place de Njegoš Petrović et son équipe s'impose largement par six buts à zéro.
Mirko Topić honore sa première sélection avec l'équipe nationale de Serbie le 26 janvier 2023, lors d'un match amical face aux États-Unis. Il est titularisé et son équipe s'impose par deux buts à un,.

## Palmarès
Vojvodina Novi Sad
- Coupe de Serbie (1) :
  - Vainqueur : 2019-20.